# Silurificio Whitehead di Fiume
Il Silurificio Whitehead Fiume è stata un'importante realtà industriale della città quarnerina che ha operato per sette decenni a cavallo tra la fine del XIX secolo e la prima metà del XX secolo.

## Storia
Le origini dell'azienda risalgono al 1875 quando l'ingegnere inglese Robert Whitehead inaugurò a Fiume, città allora dell'Impero austro-ungarico, la Torpedo Fabrik von Robert Whitehead, un impianto per la produzione di siluri.

### Le origini
Robert Whitehead nel 1856 era stato contattato per assumere l'incarico di direttore nella Fonderia Metalli di Fiume che nel 1858 avrebbe assunto la denominazione di Stabilimento Tecnico di Fiume, dove si producevano motori e caldaie a vapore tra i più moderni dell'epoca che venivano installati sulle navi della Marina Imperiale austriaca. Whitehead a Fiume avviò una collaborazione con Giovanni Luppis, fiumano e ufficiale della Marina Austro-Veneziana, che volendo trovare un mezzo di difesa delle coste dalle incursioni navali aveva pensato a un ordigno filoguidato che chiamò (in italiano) salvacoste.
Luppis presentò il suo salvacoste all'Imperatore Francesco Giuseppe ma la sua invenzione non riscosse successo. L'ordigno venne poi perfezionato dalla collaborazione tra Luppis e Whitehead, dando vita al siluro, una specie di proiettile subacqueo spinto da un'elica messa in moto automaticamente al momento del lancio. Il prototipo, presentato il 21 dicembre 1866 presso una commissione di valutazione della Marina Austro-Ungarica venne valutato in modo positivo e i due ingegneri furono incaricati di produrre un primo lotto che sarebbe servito a scopi sperimentali; la stessa Marina Imperial-Regia decise di acquisire i diritti di uso e riproduzione a titolo non esclusivo dei siluri prodotti a Fiume. Nel 1871 anche la Marina britannica decise l'acquisto dei siluri fiumani e l'anno seguente a volerli fu la Marina francese.

### Lo stabilimento Whitehead
Nel 1873 lo Stabilimento Tecnico Fiumano dichiarò bancarotta e due anni dopo venne rilevato da Whitehead assumendo la denominazione "Torpedo Fabrik von Robert Whitehead" prima vera fabbrica di siluri al mondo, grazie alle anticipazioni delle somme della Marina Imperiale Tedesca per la costruzione di 100 siluri da 381 millimetri e la garanzia che la Germania avrebbe continuato a rifornirsi di siluri, lanciasiluri e compressori presso lo
stabilimento Whitehead per 10 anni consecutivi. Nello stesso anno ad acquistare i siluri Whitehead furono Danimarca, Svezia e Norvegia. Nel 1876 fu la Russia a richiedere i siluri Whitehead per la propria Marina e nel 1877 arrivarono le richieste di Turchia, Belgio, Portogallo, Argentina, Cile e Grecia.

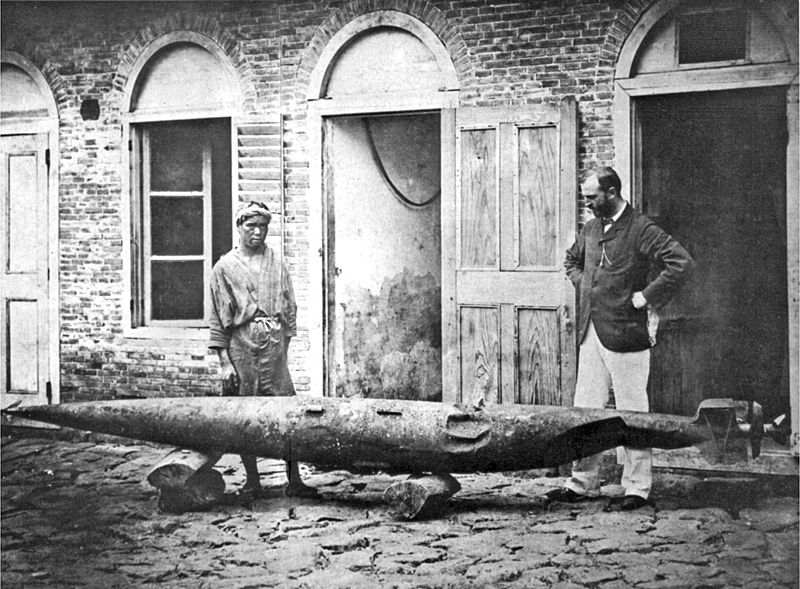
Whitehead nel 1875 con un siluro di prova

L'azienda, che nel 1878 contava già 500 dipendenti vide aumentare in pochi anni il proprio personale, ampliando le proprie strutture diventando uno degli stabilimenti industriali più progrediti del suo tempo. Al suo interno la fabbrica era dotata di reparti di fonderia, caldareria, lavorazioni meccaniche, assemblaggio e sperimentazione. La fabbrica aveva anche un pontile di lancio per provare e collaudare i siluri prodotti, ed un porticciolo dove ospitate le unità navali delle marine acquirenti a bordo delle quali venivano installati i tubi lanciasiluri.
Nel 1891 ad acquistare i siluri Whitehead fu la US Navy. Oltre a vendere ai vari governi il diritto d'uso e di riproduzione dei suoi prodotti, l'azienda istituì filiali, oppure concorse ad impiantare all'estero silurifici governativi o privati. Nel 1891 venne fondata una filiale a Weymouth, nel Regno Unito e nel 1892 ne venne aperta un'altra a Newport negli Stati Uniti.

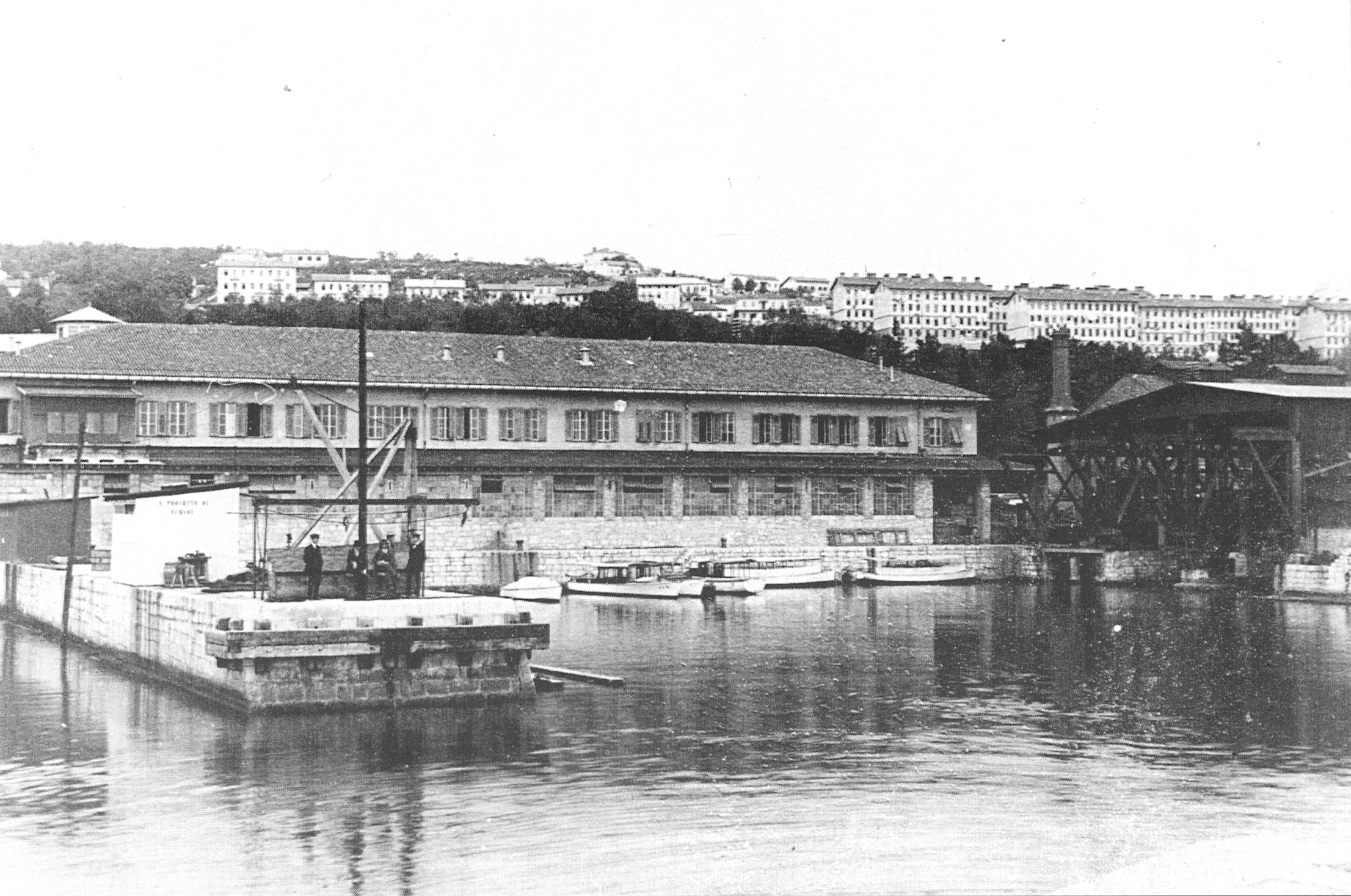
il silurificio nel 1910

Nel 1895 nello stabilimento venne realizzato il generatore impiegato dall'ingegnere tedesco Carl von Linde (Berndorf 11 luglio 1842 – Monaco di Baviera, 16 novembre 1934) inventore del frigorifero, per liquefare l'aria.
Nel 1905 l'azienda diventò Società per Azioni assumendo la denominazione Torpedo Fabrik Whitehead e Co. Geselleschaft. Nello stesso anno con la morte di Whitehead il gruppo Vickers-Armstrong Whitworth acquistò il pacchetto di maggioranza delle azioni.
Nel 1907 il gruppo sottoscrisse un accordo con il governo italiano per l'ingrandimento ed il completamento dell'officina siluri di La Spezia, per renderla adatta alla costruzione dei siluri su progetti forniti dal Silurificio Whitehead. Nel 1910 venne stipulato un altro accordo con le ditte “Lessner e Obucoff” per la riproduzione dei siluri in Russia e nel 1913 venne fondata una filiale a Saint-Tropez, in Francia. Nel 1914 venne inaugurata un'altra filiale a Napoli con la denominazione Società Anonima Italiana Whitehead per la produzione di lanciasiluri e compressori. Il Silurificio Whitehead concesse inoltre il diritto di riproduzione dei suoi siluri anche alla ditta americana Bliss Leavitt di Brooklyn, che era nota per gli studi relativi all'applicazione delle turbine ai siluri.
Negli stabilimenti Whitehead oltre alla fabbricazione dei siluri sono state sviluppate una serie di invenzioni correlate, ideate dai tecnici e dagli ingegneri che operavano nella fabbrica. Secondo quanto riportato dal quotidiano on-line croato in lingua italiana La Voce del Popolo, tra le invenzioni sviluppate nella fabbrica ci sarebbero i primi strumenti per il puntamento guidato dei missili, lo strumento per la misurazione della pressione gassosa, il compressore per lo sgocciolamento acqueo e il giroscopio e inoltre Diesel avrebbe commissionato alla fabbrica Whitehead un motore, fuso in un unico blocco.
Dall'inizio del primo conflitto mondiale il Silurificio di Fiume lavorò esclusivamente per gli Imperi Centrali e in seguito all'entrata in guerra dell'Italia a fianco dell'Intesa, avvenuta il 24 maggio 1915, le attrezzature di produzione vennero trasferite da Fiume a St. Pölten, vicino a Vienna, mentre in città restarono solo le funzioni di poligono di lancio. I timori si rivelarono fondati in quanto il 2 agosto 1916, la fabbrica, che si trovava pochi Km ad ovest della città, tra il villaggio di Plase e quello di Cantrida, venne bombardata da aerei italiani. Nello stabilimento di Fiume vennero tuttavia mantenute le attrezzature per le verifiche e le prove di lancio in mare.

### Il periodo tra le due guerre
Al termine del conflitto, concluso con la sconfitta degli Imperi Centrali, la fabbrica ritornò nella sede originaria di Fiume, ma l'azienda fallì in seguito alla crisi che colpì la città. Nello stabilimento austriaco di St. Pölten alcuni azionisti, con una piccola parte del macchinario esistente in fabbrica fondarono una piccola azienda produttrice di macchine agricole con la denominazione di Società Whitehead, che nulla aveva però a che fare con l'antico Silurificio Whitehead di Fiume.
In seguito al Trattato di Roma, siglato il 27 gennaio 1924, che sanciva il passaggio della città di Fiume all'Italia su interessamento del Generale Giardino, futuro Maresciallo d'Italia e governatore tra il 1923 e il 1924 dello Stato libero di Fiume lo stabilimento venne rifondato con 230 dipendenti. Il Generale intervenne presso il gruppo imprenditoriale italiano dell'Ingegnere Giuseppe Orlando che era subentrato nella gestione dei Cantieri Navali Ganz Danubius, altra grande realtà industriale di Fiume, affinché rilevasse anche il silurificio. Nel febbraio del 1924 venne costituita la "Società di Esercizio Anonima-Stabilimento Whitehead" per la gestione del silurificio, che riprendeva così l'attività sotto la direzione dello stesso ingegnere Orlando, nominato presidente della società; tra il 1924 e il 1934, l'azienda che nel 1928 assunse la denominazione di Silurificio Whitehead di Fiume S.A., venne riammodernata, con l'acquisto di nuovi macchinari, l'ampliamento delle officine, la costruzione di una nuova stazione di lancio e di una catapulta per i siluri destinati agli aeroplani.
Tra il 1924 e il 1934 vennero prodotti 1266 siluri di vari tipi siluri oltre che per la Regia Marina, anche per le marine di Spagna, Argentina, Paesi Bassi, Jugoslavia, Turchia, Finlandia e Unione Sovietica. L'azienda, che aveva una superficie di 35000m² di cui 22500 coperti, contava 750 operai in maggioranza specialisti e un centinaio di impiegati tecnici e amministrativi.
Il silurificio di Napoli a causa dei debiti venne posto in liquidazione dal gruppo britannico alla fine del 1921 e nell'aprile del 1922 la Comit, che era il maggiore creditore dell'azienda, rilevò lo stabilimento che venne denominato "Silurificio Italiano". Alla crisi dell'azienda venne incontro la Regia Marina proponendo la sostituzione del siluro da 450mm con il siluro da 533mm ritenuto più efficiente.
Nel 1933 l'IRI entrò in possesso del 40% del pacchetto azionario del "Silurificio Whitehead" attraverso la Società Finanziaria Italiana, la finanziaria del Credito Italiano, e di tutte le azioni del "Silurificio Italiano" per mezzo della Società Finanziaria Industriale Italiana, la finanziaria della Comit.
Nel 1937 l'azienda fiumana apri a Livorno una sua filiale, che qualche anno dopo ebbe la denominazione di Società Moto Fides ed in entrambe le città l'attività di produzione bellica fu frenetica a causa della corsa agli armamenti che caratterizzò il periodo precedente la seconda guerra mondiale. Lo stabilimento di Livorno tuttavia non era ancora in grado di costruire siluri Whitehead e la sua attività inizialmente era limitata alla costruzione di parti per i siluri costruiti a Fiume e solamente verso la fine del 1941 dallo stabilimento della città tirrenica uscirono i primi siluri completi. Gli stabilimenti di Fiume e Livorno erano affiancati nella produzione di siluri per la Regia Marina, dal Silurificio Italiano che aveva trasferito la sua produzione in uno stabilimento impiantato nel 1936 riconvertendo un cantiere navale nell'area dei Campi Flegrei, utilizzando il vecchio stabilimento come siluripedio.

### La seconda guerra mondiale
Nel corso del secondo conflitto mondiale, in cui la produzione di siluri venne incrementata notevolmente, nei giorni che precedettero l'invasione della Jugoslavia da parte dell'Asse il 31 marzo 1941 con l'ordine di mobilitazione civile emanato dal prefetto Temistocle Testa, le maestranze del silurificio, con le attrezzature più importanti vennero trasferite a Livorno e quel che restò dello stabilimento Whitehead fu decentrato in località più interne, quali Valvasone e Fiume Veneto, dalle ridotte capacità produttive, mentre il petrolio e la benzina della raffineria R.O.M.S.A. vennero messi al sicuro a Trieste. Nel 1942 furono ben 1.170 i siluri prodotti nello stabilimento, mentre nel 1943 venne realizzato il record produttivo di 160 siluri in un mese. A Napoli per far fronte ad un aumento della produzione venne realizzato un nuovo impianto nella zona pianeggiante del Fusaro.
L'Italia, dal 10 giugno 1940 giorno dall'entrata in guerra, all'8 settembre 1943, giorno dell'armistizio, consumò ben 3.700 siluri, principalmente del nuovo tipo da 533 millimetri.
In seguito alla proclamazione dell'armistizio la città venne occupata dai tedeschi entrando a far parte della zona d'operazioni del Litorale adriatico. A partire dall'inizio del 1944 la città venne pesantemente bombardata dagli anglo-americani e i bombardamenti alleati provocarono centinaia di morti e danneggiarono gran parte delle strutture portuali e industriali. In seguito all'occupazione di Fiume da parte delle forze della resistenza jugoslava, guidate da Tito, avvenuta il 3 maggio del 1945 e che sarebbe stata formalizzata dal Trattato di Pace il 10 febbraio del 1947 con l'annessione della città alla Jugoslavia, la Whitehead venne fusa il 31 luglio 1945 con il silurificio Moto Fides di Livorno, trasferendo la sua attività nella città toscana con la denominazione Whitehead-Motofides, mentre a Fiume l'ex stabilimento Whitehead divenne sede di un'azienda meccanica con la denominazione "Torpedo".

### Whitehead-Motofides
La Whitehead-Motofides di Livorno entrò a far parte del gruppo Fiat nel 1945 riprendendo la sua attività con diverse produzioni, quali telai, compressori, componenti per autoveicoli, motori fuori bordo, oltre alla produzione militare per la quale l'azienda ha realizzato per la Marina Militare Italiana, a partire dagli anni sessanta, una serie di prodotti di alta tecnologia, come siluri antisommergibile, siluri a propulsione elettrica, a idrogetto, a guida attiva o passiva, a filoguida autocercante e componenti elettronici per contromisure difensive.
Nel 1995, l'azienda, uscita dopo mezzo secolo dall'orbita FIAT, ha assunto l'attuale denominazione Whitehead Alenia Sistemi Subacquei.

## La società oggi
Gli stabilimenti WASS sono oltre che a Livorno anche a Napoli e a Genova e unità di lavoro sono presenti presso gli arsenali di La Spezia e Taranto. L'azienda sviluppa e produce siluri leggeri e pesanti, sistemi di lancio, contromisure antisiluro per navi e sommergibili e più sofisticati sistemi sonar. Nel campo dei siluri leggeri è presente in oltre 15 Paesi con oltre duemila sistemi consegnati con i rispettivi sistemi di lancio per piattaforme navali ed elicotteri, mentre i suoi sistemi di contromisure da sommergibile sono presenti su piattaforme subacquee di marine sia europee che extra-europee e il 70% della sua produzione è indirizzata soprattutto verso i mercati esteri.